# Peucedanum persicum
Peucedanum persicum är en flockblommig växtart som beskrevs av Henri Ernest Baillon. Peucedanum persicum ingår i släktet siljor, och familjen flockblommiga växter. Inga underarter finns listade i Catalogue of Life.